# Merda d’artista
Merda d’artista (deutsch Künstlerscheiße) ist ein bekanntes Projekt des italienischen Konzeptkünstlers Piero Manzoni. 
Im Mai 1961 füllte Manzoni jeweils 30 g seiner eigenen Fäkalien in 90 Dosen und verschloss diese geruchsfest. Die Dosen wurden einzeln von 001 bis 090 durchnummeriert und mehrsprachig mit merda d’artista oder auch Künstlerscheisse beschriftet. Die Dosen verkaufte der Künstler schließlich zum damals aktuellen Goldpreis für 30 g (ca. 37 US-Dollar).
Manzonis Werk ist beeinflusst von Ideen der Ready-mades wie Fountain von Marcel Duchamps. Die Aktion erregte viel Aufsehen, für die einen aufgrund des radikalen Bruchs mit der künstlerischen Tradition, für die anderen als offensichtliches Zeichen der Degeneration und Dekadenz der modernen Kunst.
Sämtliche Dosen wurden verkauft und befinden sich in verschiedenen Sammlungen weltweit. Sie haben heute einen deutlich höheren Wert als den von Manzoni angesetzten, eine Dose wurde im Jahr 2008 bei Sotheby’s für 97.250 englische Pfund (ca. 132.000 Euro) versteigert.
Ein Durchleuchten der Dose zur Bestimmung des Inhalts ist so gut wie ausgeschlossen, da diese aus Metall besteht; eine Öffnung würde das Werk zerstören und könnte den Inhalt beschädigen.
Bernhard Bazile, einer der Eigentümer, öffnete 1989 dennoch seine Dose. Diese gilt seither wiederum als eigenes Kunstwerk, Boîteouverte de Piero Manzoni.
Weil ein dänisches Museum in Randers eine der Dosen bei zu hohen Temperaturen gelagert und dadurch beschädigt hatte, musste es dem Eigentümer für seine Leihgabe nach einem Rechtsstreit in den 1990er Jahren 250.000 dänische Kronen zahlen.
Manzonis Vater, ein Dosenfabrikant, soll ihn mit den spöttischen Worten: „Deine Arbeit ist Scheiße!“ zu dieser Arbeit inspiriert haben.